# Umowa spółki
Umowa spółki (statut spółki) – rodzaj umowy osób fizycznych lub prawnych mający zazwyczaj na celu prowadzenie działalności gospodarczej.  Efektem umowy jest powstanie spółki cywilnej.